# Эпов, Михаил Иванович
Михаил Иванович Эпов (род. 20 марта 1950, Читинская область) — учёный-геофизик, академик РАН, профессор, заместитель академика-секретаря Отделения наук о Земле, председатель Научного совета по проблемам геологии, геофизики, разработки и переработки углеводородов ОНЗ РАН, председатель Объединённого ученого Совета СО РАН по наукам о Земле, научный руководитель Федерального государственного бюджетного учреждения науки Института нефтегазовой геологии и геофизики им. А.А. Трофимука Сибирского отделения Российской академии наук, научный руководитель АО «Сибирский НИИ геологии, геофизики и минерального сырья», заведующий кафедрой геофизики Новосибирского государственного университета.
Автор и соавтор более 650 научных публикаций, в том числе 250 статей, 9 монографий, 29 патентов и свидетельств о регистрации программ, труды М.И. Эпова широко известны и заслуженно признаны как в России, так и за рубежом. Специалист в области геоэлектрики, теоретической геофизики, электроразведки и геофизических исследований в нефтегазовых скважинах.

## Биография
М.И. Эпов родился на прииске «Любовь» Кыренского района Читинской области в 1950 году. Ещё в школе  начал увлекаться химией, принимал участие в олимпиадах и по итогам Всесоюзной школьной олимпиады по химии был приглашён в Летнюю физико-математическую школу при НГУ.
В 1965-1967 годах учился в специализированной физико-математической школе при Новосибирском государственном университете.
В 1973 году окончил Новосибирский государственный университет (геолого-геофизический факультет) по специальности «геофизика».
С 1973 года работал в Институте геологии и геофизики Сибирского отделения академии наук СССР.
С 1977 года — кандидат физико-математических наук, с 1991 года — доктор технических наук, с 2001 года — профессор. В 2001 году работал в Японии (Университет Тохоку) в качестве профессора.
В 2003 году избран членом-корреспондентом Российской академии наук, в 2006 году — академиком РАН.
В 1996-2004 годах — заместитель директора Института геофизики СО РАН, 2004-2006 гг. — директор Института геофизики, 2007-2017 гг. — директор Института нефтегазовой геологии и геофизики им. А. А. Трофимука СО РАН; 2019-2023 гг. – управляющий директор АО «Сибирский НИИ геологии, геофизики и минерального сырья», с 2023 г. – научный руководитель АО «Сибирский НИИ геологии, геофизики и минерального сырья».
2008-2017 гг. – заместитель Председателя СО РАН, 2008-2022 гг. – заместитель академика-секретаря Отделения наук о Земле РАН, с 2017 г. – председатель Объединенного ученого совета наук о Земле СО РАН, с 2024 г. – председатель Научного совета по проблемам геологии, геофизики, разработки и переработки углеводородов ОНЗ РАН.
М.И. Эпов является общепризнанным руководителем Сибирской школы геоэлектрики, членом Президиума СО РАН, членом Ученого совета ИНГГ, председателем Диссертационного совета Д 003.068.03; возглавляет редакции журналов «Геология и минерально-сырьевые ресурсы Сибири» и «Геофизические технологии»,  является заместителем главного редактора журнала «Геология и геофизика», входит в состав редколлегий журналов «Каротажник», «Геология нефти и газа», «Вестник ОНЗ РАН», «Геодинамика и тектонофизика».

## Вклад в науку
Научные интересы М.И. Эпова: теория и численное моделирование электромагнитных полей в многомасштабных гетерогенных геологических средах, включая интерпретацию больших объемов геофизических измерений: геофизические методы поиска и разведки месторождений, морскую геоэлектрику и скважинную геофизику; исследование и мониторинг верхних частей земной коры в целях экологии, инженерной геологии и археологии; эффекты взаимодействия электромагнитных импульсов с флюидонасыщенными горными породами.
Мировое признание получили работы М.И. Эпова по математическому моделированию электромагнитных полей в латерально-неоднородных анизотропных средах с учетом частотной дисперсии электрофизических параметров, которые завершились созданием широко применяемых в геофизической индустрии приборов и интерпретационных комплексов. На основе фундаментальных результатов в области квазистационарной электродинамики им предложены малоглубинные электромагнитные сканеры, которые широко применяются в наземной геологоразведке. Под его научным руководством созданы уникальные аппаратурно-программные системы, предназначенные для геофизических исследований в наклонно-горизонтальных скважинах, в том числе и в процессе бурения. Его интересы в области инновационной геофизики тесно связаны с созданием технологии аэромагнитной томографии, газового анализа и гамма-спектрометрии на базе легких беспилотных летательных аппаратов.
Работы М.И. Эпова по диффузионной электродинамике и гальванической томографии в проводящих средах легли в основу систем мониторинга сейсмоактивных и городских территорий, а также изучения археологических объектов. Инициированные им междисциплинарные исследования электрофизических моделей прискважинной области с учётом напряженно-деформированного состояния и процессов фильтрации в пористых флюидонасыщенных горных породах привели к созданию уникальной системы оценки фильтрационно-емкостных свойств нефтяных коллекторов по данным геолого-технологических измерений и каротажа. В настоящее время исследования связаны с моделированием и анализом электромагнитных полей и их особенностей в многомасштабных геологических средах. В этом направлении получены уникальные результаты определения электро- и теплофизических характеристик и фильтрационно-емкостных свойств по рентгеновским сканам кернов пород-коллекторов нефти.
Главные научные результаты последних лет:
-  обоснование, разработка, создание и успешное опытно-промышленное опробование не имеющего мировых аналогов индукционно-гальванического каротажного прибора с тороидальными катушками для определения параметров макроанизотропной электропроводности низкопроницаемых нефтяных пластов-коллекторов;
-  разработка новой технологии разновысотной съёмки вектора индукции земного магнитного поля с помощью беспилотных воздушных судов, включающей создание мобильной магнитометрической системы для измерения трех компонент вектора индукции магнитного поля и алгоритмы обработки неравноточных данных аэромагнитной съемки с помощью сплайн-аппроксимации на пространственно-неоднородных сетях;
-  теоретическое обоснование инновационного геофизического метода геологоразведки баженовской свиты для картирования и пространственной локализации нефтеперспективных зон на базе георадиолокационного межскважинного зондирования с использованием пространственно-распределенной системы наклонно-горизонтальных скважин;
-  создание и доведение до практического применения технологии количественной интерпретации данных гальванического и индукционного электрокаротажа в нефтегазовых скважинах, основанной на численной инверсии путем применения нейросетевых аппроксимаций численных решателей, реализующих конечно-элементные алгоритмы.
Выпускник физматшколы и НГУ, М.И. Эпов посвящает свою жизнь развитию науки в Сибири и подготовке высококвалифицированных кадров. Среди его учеников 9 докторов и 17 кандидатов наук. С 2007 года он заведует кафедрой геофизики геолого-геофизического факультета НГУ. По его инициативе с 2011 года на физико-техническом факультете НГТУ открыта новая специализация и кафедра «Интеллектуальные геофизические системы и приборы».
Эпов М.И. на протяжении десяти лет был членом совета Фонда международной премии «Глобальная энергия», членом правления Евро-Азиатского геофизического общества, входит в состав Наблюдательного совета НГУ и фонда Академпарка. Он возглавлял программные и организационные комитеты многих международных и российских научных конференций, неоднократно выступая с пленарными докладами. Эпов М.И. активно участвовал в развитии международных научных связей с зарубежными геофизическими компаниями.
Награды и научные премии:
2010 г. – Медаль ордена «За заслуги перед Отечеством» II степени,
2011 г. – Лауреат Международной премии в области научных исследований «The Name in Science»,
2011 г. – Грамота Президента Республики Саха (Якутия),
2014 г. – Медаль ордена «За заслуги перед Отечеством» I степени за многолетний добросовестный труд, крупный вклад в развитие отечественной науки в области геофизики, разработку новых отвечающих высшим мировым стандартам теории, аппаратуры и методов интерпретации скважинной геофизики, широкое внедрение инновационных технологий в практику работы нефтегазовых компаний России и зарубежных стран, плодотворную научно -организационную и педагогическую деятельность,
2014 г. – Почетная грамота Губернатора Новосибирской области,
2017 г. – Благодарственное письмо Губернатора Новосибирской области,
2018 г. – Медаль «За сохранение Арктики»,
2018 г. – Памятный знак «За труд на благо города»,
2020 г. – Почетная грамота Губернатора Новосибирской области,
2020 г. – Звание «Заслуженный деятель науки Сибирского отделения РАН»,
2020 г. – Почетная грамота РАН,
2020 г. – Благодарственное письмо Президента Российской Федерации,
2020 г. – Почетная грамота Министерства природных ресурсов республики Бурятия,
2021 г. – Звание «Лидер Росгеологии»,
2022 г. – Почетный знак АО «Росгео»,
2022 г. – Благодарность мэрии города Новосибирска,
2022 г. – Благодарственное письмо Законодательного Собрания Новосибирской области,
2023 г. – Юбилейная медаль «100 лет республике Бурятия»,
2024 г. – Звание «Заслуженный деятель науки Новосибирской области»,
2024 г. – Юбилейная медаль «300 лет Российской академии наук».
5 февраля 2024 года М.И. Эпов награждён орденом Дружбы за большой вклад в развитие отечественной науки, многолетнюю плодотворную деятельность и в связи с 300-летием со дня основания Российской академии наук.